# Открытый чемпионат США по теннису 2008
Открытый чемпионат США по теннису 2008 года — 128-й розыгрыш ежегодного профессионального теннисного турнира серии Большого шлема, проводящегося в американском городе Нью-Йорк на кортах местного Национального теннисного центра. Традиционно выявляются победители соревнования в девяти разрядах: в пяти — у взрослых и четырёх — у старших юниоров.
В 2008 году матчи основных сеток прошли с 25 августа по 8 сентября. Соревнование традиционно завершало сезонов турниров серии в рамках календарного года. В 5-й раз подряд турниру предшествовала бонусная US Open Series для одиночных соревнований среди взрослых, шестёрка сильнейших по итогам которой, исходя из своих результатов на Открытом чемпионате США, дополнительно увеличивала свои призовые доходы.
Прошлогодние победители среди взрослых:
- в мужском одиночном разряде —  Роджер Федерер
- в женском одиночном разряде —  Жюстин Энен
- в мужском парном разряде —  Симон Аспелин и  Юлиан Ноул
- в женском парном разряде —  Натали Деши и  Динара Сафина
- в смешанном парном разряде —  Виктория Азаренко и  Максим Мирный

## US Open Series
| Поз. | Теннисист              | Очков | US Open 2008 | Бонусные призовые |
| ---- | ---------------------- | ----- | ------------ | ----------------- |
| 1    | Рафаэль Надаль         | 145   | 1/2 финала   | н/д               |
| 2    | Энди Маррей            | 145   | финал        | н/д               |
| 3    | Хуан Мартин дель Потро | 140   | 1/4 финала   | н/д               |

| Поз. | Теннисистка        | Очков | US Open 2008 | Бонусные призовые |
| ---- | ------------------ | ----- | ------------ | ----------------- |
| 1    | Динара Сафина      | 170   | 1/2 финала   | н/д               |
| 2    | Марион Бартоли     | 105   | 4-й раунд    | н/д               |
| 3    | Доминика Цибулкова | 85    | 3-й раунд    | н/д               |

## Соревнования

### Взрослые

#### Мужчины. Одиночный турнир
Роджер Федерер обыграл  Энди Маррея со счётом 6-2, 7-5, 6-2.
- Федерер выигрывает 1-й титул в сезоне и 13-й за карьеру на турнирах серии.
- Маррей уступил свой дебютный финал на турнирах серии.

#### Женщины. Одиночный турнир
Серена Уильямс обыграла  Елену Янкович со счётом 6-4, 7-5.
- Уильямс выигрывает 1-й титул в сезоне и 9-й за карьеру на турнирах серии.
- Янкович уступила свой дебютный финал на турнирах серии.

#### Мужчины. Парный турнир
Боб Брайан /  Майк Брайан обыграли  Лукаша Длоуги /  Леандра Паеса со счётом 7-6(5), 7-6(10).
- братья выигрывают 1-й титул в сезоне и 6-й за карьеру на турнирах серии.
- братья выигрывают 5-й титул в сезоне и 49-й за карьеру на соревнованиях основного тура ассоциации.

#### Женщины. Парный турнир
Кара Блэк /  Лизель Хубер обыграли  Лизу Реймонд /  Саманту Стосур со счётом 6-3, 7-6(6).
- Блэк выигрывает 1-й титул в сезоне и 5-й за карьеру на турнирах серии.
- Хубер выигрывает 1-й титул в сезоне и 4-й за карьеру на турнирах серии.

#### Микст
Кара Блэк /  Леандер Паес обыграли  Лизель Хубер /  Джейми Маррея со счётом 7-6(6), 6-4.
- Блэк выигрывает 1-й титул в сезоне и 3-й за карьеру на турнирах серии.
- Паес выигрывает 1-й титул в сезоне и 4-й за карьеру на турнирах серии.

### Юниоры

#### Юноши. Одиночный турнир
Григор Димитров обыграл  Дэвина Бриттона со счётом 6-4, 6-3.
- Димитров выигрывает 2-й титул за карьеру на соревнованиях серии.
- Впервые с 2004 года в рамках календарного года одному теннисисту удалось выиграть несколько соревнований серии.

#### Девушки. Одиночный турнир
Коко Вандевеге обыграла  Габриэлу Пас Франко со счётом 7-6(3), 6-1.
- Представительница США выигрывает домашний турнир серии впервые за 13 лет.
- Представительница США выигрывает турнир Большого шлема впервые за 52 соревнования.

#### Юноши. Парный турнир
Ники Мозер /  Седрик-Марсель Штебе обыграли  Хенри Континена /  Кристофера Рунгката со счётом 7-6(5), 3-6, [10-8].
- Представитель Австрии выигрывает турнир Большого шлема впервые за 39 соревнований.
- Представитель Германии выигрывает турнир Большого шлема впервые за 26 соревнований.

#### Девушки. Парный турнир
Ноппаван Летчивакан /  Сандра Рома обыграли  Мэллори Бердетт /  Слоан Стивенс со счётом 6-0, 6-2
- Представительница Таиланда впервые побеждает на турнире Большого шлема.
- Представительница Швеции впервые побеждает на турнире Большого шлема.